# Isperich

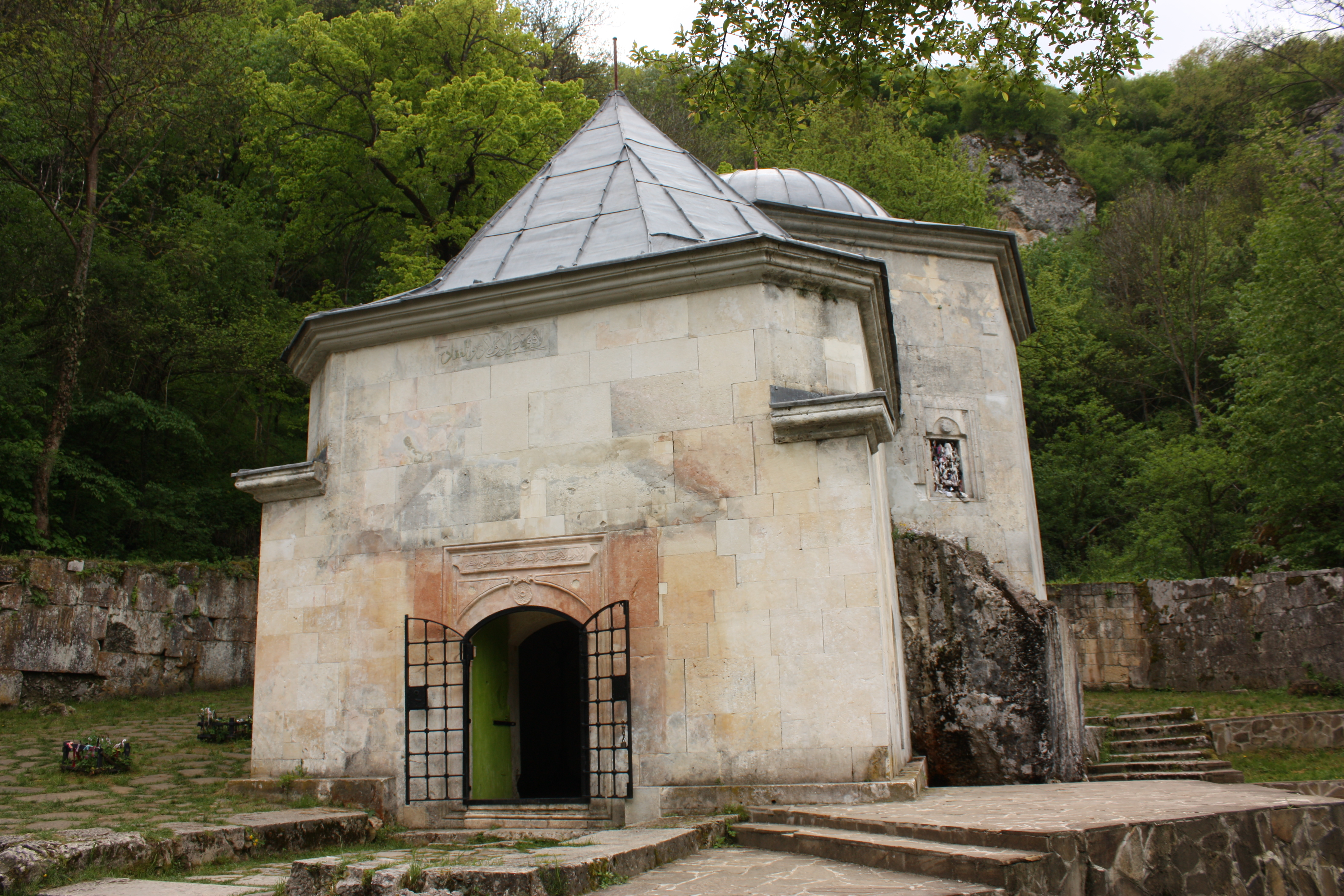
Das Demir Baba Tekke

Isperich (bulgarisch: Исперих) ist eine Stadt im Nordosten Bulgariens in der Oblast Rasgrad. Sie liegt im zentralen Teil der Region Ludogorie.
Zu Ehren des bulgarischen Königs Asparuch wurde der alte türkische Name der Stadt Kemallar in Isperich umbenannt. Isperich zählt rund 8.300 Einwohner. Ein abnehmender Anteil von ihnen gehört zur türkischen Minderheit.
Das Thrakergrab von Sweschtari, welches ein UNESCO-Weltkulturerbe ist, befindet sich in der Nähe der Stadt. Ein weiteres UNESCO-Weltkulturerbe in der Gegend ist das Grab-Mausoleum Demir Baba Teke aus dem 17. Jahrhundert, welches die religiösen Einflüsse der Bektaschi zeigt, sowie sunnitische, christliche und heidnische Traditionen aufweist.

## Söhne und Töchter der Stadt
- Emel Etem Toschkowa (* 1958), Politikerin
- Teodosij Spassow (* 1961), Jazzflötist und Filmkomponist